# Pavé des Gardes
 (mars 2017).
Si vous disposez d'ouvrages ou d'articles de référence ou si vous connaissez des sites web de qualité traitant du thème abordé ici, merci de compléter l'article en donnant les références utiles à sa vérifiabilité et en les liant à la section « Notes et références ».

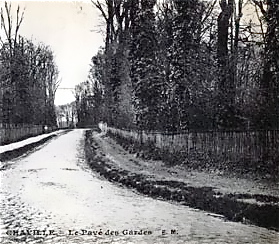
Le Pavé des Gardes à Chaville au début du XX.

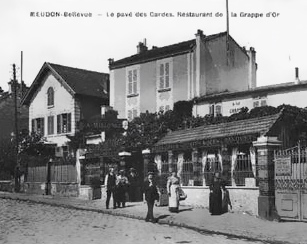
Le restaurant de la Grappe d'Or du Pavé des Gardes à Meudon au début du XX.

Le pavé des Gardes est le nom d'une route historique française du sud-ouest de la banlieue parisienne. 

## Situation et accès
Elle traverse les communes de Meudon, Sèvres et Chaville.

### Géographie
Elle relie les vallées de la Seine (Meudon) et du ru de Marivel (Chaville). Traversant la forêt de Meudon, le pavé des Gardes constitue l'itinéraire le plus court entre Paris et Versailles avec de très fortes déclivités, pouvant le faire ressembler à une route de montagne. La neige et le verglas la rendent parfois impraticable. Son dénivelé est d'environ 150 mètres. Du sommet, on a une vue étendue sur Paris (tour Eiffel, Montmartre) d'un côté et sur le bassin de Versailles de l'autre.

### Tracé
Aujourd'hui nommé route départementale 181, il offre un accès à la Nationale 118 (48° 48′ 42″ N, 2° 12′ 47″ E).
En plus de sa dénomination départementale, cette route porte trois noms : route des Gardes, route du pavé des Gardes, pavé des Gardes, d'où la confusion fréquente entre les diverses dénominations.
Commençant son tracé dans le prolongement de l'avenue de Verdun à Issy-les-Moulineaux, elle traverse la place du Maréchal-Leclerc à Meudon.
Après avoir passé la rue des Capucins, entrant dans Sèvres, elle prend le nom de route du Pavé-des-Gardes et marque la limite des deux villes.
Passant au-dessus de la ligne de Paris-Montparnasse à Brest, elle coupe ensuite la rue Anatole-France.
Elle se termine à l'avenue Roger-Salengro à Chaville, au carrefour de l'avenue de Sully, de l'avenue Talamon et de l'avenue Lazare-Hoche..

## Origine du nom

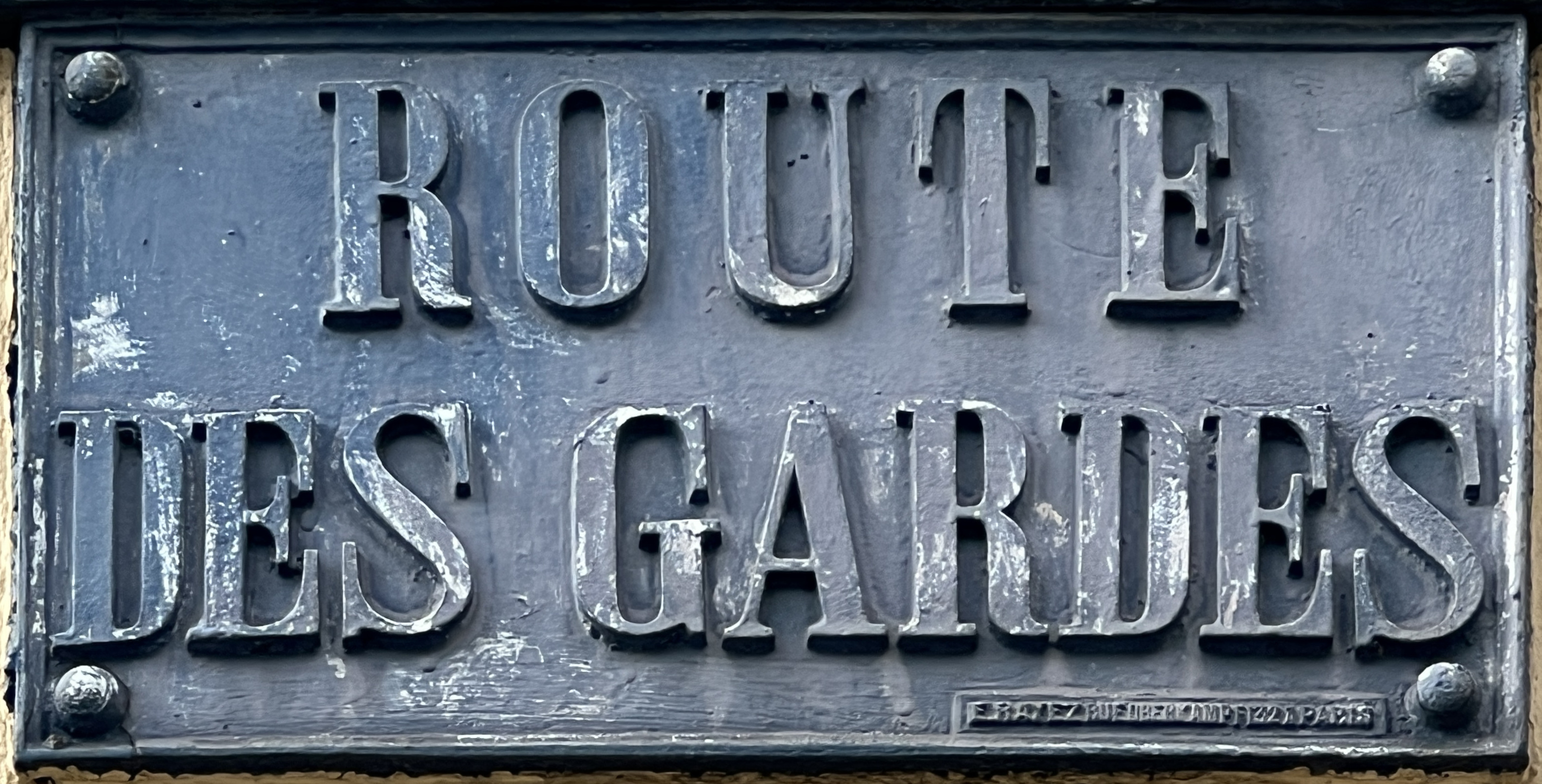
Plaque de la route des Gardes.

Sous l'Ancien Régime, le pavé des Gardes était emprunté par les armées royales pour aller de la capitale au domaine de Versailles, d'où son nom.

## Historique
Cette ancienne route venait de Paris par Meudon, en descendant la butte de Morval. Michel Le Tellier la fit dévier.
Alors que le pavé des Gardes était emprunté par les armées royales, la famille royale, quant à elle, passait par la vallée de Marivel, pour éviter les fortes pentes.
Le 8 mai 1842, au passage ferroviaire croisant une des premières ligne de chemin de fer de France alors en service, à 100 mètres de la gare de Bellevue, la première catastrophe ferroviaire de France, la catastrophe ferroviaire de Meudon, fit des dizaines de morts, dont l'explorateur Dumont d'Urville.
Le 11 mars 1918, durant la Première Guerre mondiale, le no 59 rue des Gardes à Meudon est touché lors d'un raid effectué par des avions allemands.
Louis-Ferdinand Céline y vécut ses 10 dernières années (25 ter, route des Gardes, à Meudon).
Il ne faut pas confondre cette voie avec le  « pavé de Meudon » (route et rue) qui traverse aussi la forêt de Meudon, mais en reliant la route forestière royale à l'étoile du Pavé de Meudon puis à l'entrée de Chaville.